# جواد پزشکیان
جواد پزشکیان (زاده ۱ فروردین ۱۳۱۹ در تهران) دوبلور اهل ایران است. از سال ۱۳۴۱ فعالیت دوبلوری را آغاز کرد.  صدای منعطف وی همواره امکان خلق تیپ‌های متفاوت را داشته است.

## شروع کار دوبله
در بیست سالگی کار دوبله را در استودیو شاهین زیر نظر سیروس جراح زاده آموخت. فعالیت جدی در دوبله را از سال ۱۳۴۷ در استودیو شهاب آغاز نمود.

### فعالیت در رادیو
وی مدتی در رادیو و در برنامهٔ صبح جمعه با شما به کارگردانی منوچهر نوذری همکاری داشته است.

## نقش‌های مهم

### فیلم‌های خارجی[۲][۳]
| نقش                | بازیگر           | فیلم                   | نکات                                  |
| ------------------ | ---------------- | ---------------------- | ------------------------------------- |
| هاردی              | اولیور هاردی     |                        | دوبله جدید فیلم‌های لورل و هاردی       |
| پدر سیبل           |                  | سیبل                   | مدیر دوبلاژ: خسرو خسروشاهی            |
|                    | داستین هافمن     | بزرگمرد کوچک           |                                       |
| گرینیو             |                  | رام کردن زن سرکش       |                                       |
| دکتر کالی          | هاوسلی استیونسون | گذرگاه تاریک           | ساخته ۱۹۴۷ آمریکا                     |
| معلم موسیقی/زندانی |                  | پول را بردار و فرار کن |                                       |
| کمرات              |                  | دوازده صندلی           |                                       |
| دکتر               |                  | شرق بهشت               | ساخته الیا کازان                      |
| بیل                |                  | آسمان خراش جهنمی       | مدیر دوبلاز: خسروشاهی                 |
| مکزیکی             |                  | گنج‌های سیارا مادره     |                                       |
| نیکناک             |                  | مردی با طپانچه طلایی   |                                       |
| پارچه فروش         |                  | رسالت                  |                                       |
| طوطی/ مکانیک       |                  | دی دی و ارثیه فامیلی   | مدیر دوبلاژ: سعید شرافت               |
| درکچه چی سیاهپوست  |                  | سرگذشت آدل. اش         | ساخته فرانسوا تروفو ۱۹۷۵              |
| پیر مرد بومی       |                  | استرالیا               |                                       |
| سردار              |                  | انتقام سپید            | مدیر دوبلاژ: جواد پزشکیان             |
| پدر جون            |                  | بچه غول                | ساخته ۲۰۱۶ - مدیر دوبلاژ: مهوش افشاری |

### سریال خارجی و ایرانی
- امام علی، طلیحه بن خویلد با بازی رضا کرم‌رضایی
- جواهری در قصر، وزیر اعظم[۴]
- افسانه جومونگ، توچی[۵]
- دونگ یی، مشاور سوم
- بچه‌های کوه آتشفشان، دومی دوآیر
- پدرسالار، مکانیک پیر با بازی جعفر بزرگی
- خبرنامه، پدر خانواده (قهوه چی)

#### فیلم ایرانی[۲]
- دشنه (۱۳۵۱) - حاجیان
- کندو (۱۳۵۴) - دوست اِبی

### کارتون[۱][۲]
| نام                   | شخصیت                              | نکات                    |
| --------------------- | ---------------------------------- | ----------------------- |
| سرود کریسمس میکی      | اسکروج (مک داک)                    |                         |
| خانواده دی            | جف دی (پدر بزرگ)                   |                         |
| رابین هود             | سر هیس (مار)                       | دوبله اول و دوم         |
| جزیره اسرار آمیز      | نت                                 | مدیر دوبلاژ: ناصر ممدوح |
| سفر به مرکز زمین      | دستیار دکتر کرتنر                  |                         |
| گوفی به تعطیلات می‌رود | اسپانیایی                          | مدیر دوبلاژ: اکبر منانی |
| پسر شجاع              | خرس قهوه‌ای                         |                         |
| سفرهای کومان          | میتی کومان (مأمور مخصوص حاکم بزرگ) |                         |

#### سایر کارتون ها[۲]
- خرس و کندوی عسل (سرپرست خرس‌ها)
- زباله ساز (رئیس)
- مگ مگ و دوستان زبل، نیش نیش
- سرزمین آدم کوچولوها، پدربزرگ ممول
- تنسی تاکسیدو (دوبله دوم) - چاملی
- بنر، گوچا (مخالفم!)
- دیجیمون - گنای، دویمون، سایر نقش‌های فرعی
- فردی مورچه سیاه، ملخ اسب فردی
- ویلی گنجشکه، گنجشک پیر
- بچه‌های کوه تاراک، پدربزرگ
- دامبو، لک لکی که دامبو را آورد
- خرس‌های پرنده، یکی از خرس‌ها
- بل و سباستین، پدربزرگ سباستین، برخی از نقش‌های منفی
- المپیک حیوانات، راوی
- شهر آجیلی، آقای سیب زمینی
- میومیو عوض میشه، گوینده تیتراژ
- دوقلوهای افسانه‌ای، نقش‌های مختلف از جمله تیپ معروف صدای چینی‌ها
- ماسک، ربات
- افسانه شهر قالی (سینمایی تلویزیونی): تیپ‌های مختلف
- شکرستان: خواجه اقبال، شعبون

### نمایش نیمه عروسکی
- چاق و لاغر (لاغر)

## مقالات مرتبط
- دوبله
- خانواده دی
- اسکروج
- رابین هود